# L'Ennui et sa diversion, l'érotisme
Pour les articles homonymes, voir L'Ennui (homonymie).
Pour plus de détails, voir Fiche technique et Distribution.

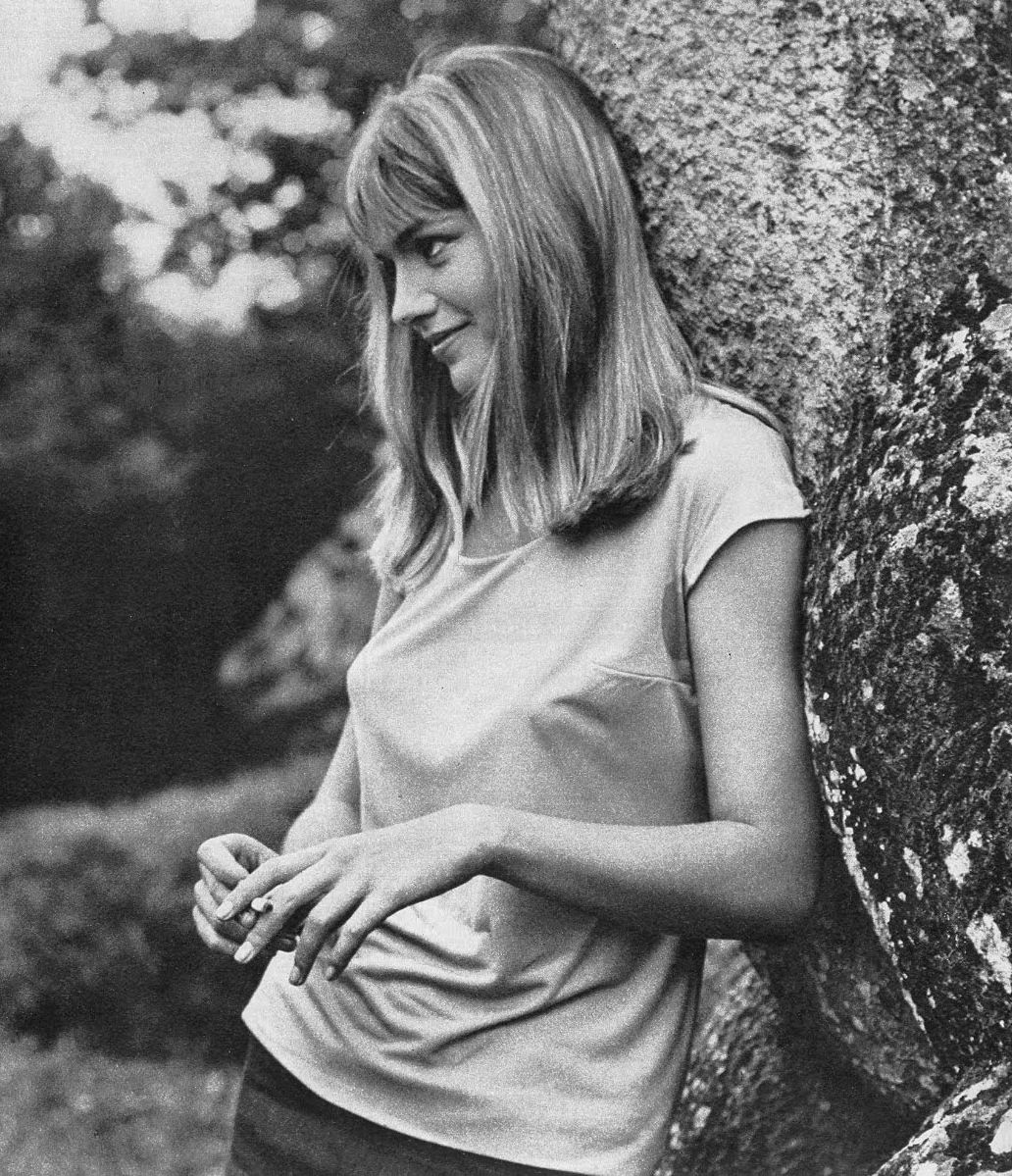
Catherine Spaak

L'Ennui et sa diversion, l'érotisme (titre original : La noia) est un film franco-italien réalisé par Damiano Damiani et sorti en 1963.

## Synopsis
Dino est un riche jeune homme qui a cru tromper son ennui en se lançant dans la peinture, mais il se rend compte qu'il n'est pas inspiré et n'éprouve aucune passion. Alors qu'il est sur le point d'y renoncer en cohabitant avec sa fortunée et possessive mère, à la grande satisfaction de celle-ci, il fait la connaissance de Cecilia, jeune modèle aussi séduisante qu'égoïste et en tombe amoureux. Cecilia se prête complaisamment aux jeux érotiques proposés par Dino qui cherche à pimenter son idylle pour ne pas être rattrapé par l'ennui. Quand il découvre qu'elle a une autre liaison, pris de jalousie, il lui propose le mariage tout en lui faisant miroiter la fortune familiale, mais Cecilia refuse, préférant le garder comme bon amant. Prenant conscience qu'il n'aura jamais son cœur, Dino, désespéré, va s'écraser contre un mur avec sa voiture de sport, mais il n'est que superficiellement blessé. Immobilisé par sa convalescence, il mesure la futilité de son obsession et met fin à sa liaison alors que Cecilia lui proposait de reprendre leurs sensuels ébats. Soutenu par sa mère, Dino reprend ses pinceaux, son expérience lui ayant appris qu'il possédait des talents insoupçonnés...

## Fiche technique
- Titre : L'Ennui et sa diversion, l'érotisme
- Titre original : La noia
- Réalisation : Damiano Damiani
- Scénario : Damiano Damiani, Tonino Guerra et Ugo Liberatore d'après le roman d'Alberto Moravia, L'Ennui (La noia, 1960)
- Musique : Luis Enriquez Bacalov
- Chanson : Che mi importa del mondo, interprétée par Rita Pavone
- Photographie : Roberto Gerardi
- Son : Mario Messina
- Montage : Renzo Lucidi
- Décors : Carlo Egidi, Dario Michell
- Costumes : Carlo Egidi
- Pays de production :  France,  Italie
- Tournage : 
  - Langue : italien
  - Extérieurs : Rome
- Producteur : Carlo Ponti
- Producteur exécutif : Joseph E. Levine
- Sociétés de production : Les Films Concordia (France), Compagnia Cinematografica Champion (Italie), Joseph E. Levine Productions
- Sociétés de distribution : Cocinor, Embassy Pictures
- Format : noir et blanc — 35 mm — 1.85:1 — monophonique
- Genre : drame
- Durée : 102 minutes
- Dates de sortie : 
  - Italie : 4 décembre 1963
  - France : 26 août 1964
- Mention CNC : interdit au -16 ans (visa no 28147 délivré le 24 juillet 1964)

## Distribution
- Horst Buchholz : Dino
- Catherine Spaak : Cecilia
- Bette Davis : la mère de Dino
- Isa Miranda : la mère de Cecilia
- Georges Wilson : le père de Cecilia
- Daniela Rocca : Rita
- Lea Padovani : la veuve Balestrieri
- Luigi Giuliani :

## Autour du film
- Cadeau des producteurs et distributeur pour les 30 ans d'Horst Buchholz : sortie du film le jour de son anniversaire (né le 4 décembre 1933).
- Le roman de Moravia a connu une autre adaptation cinématographique en 1998, réalisée par Cédric Kahn.